# Mustard (musicista)
Mustard o DJ Mustard, pseudonimo di Dijon Isaiah McFarlane (Los Angeles, 5 giugno 1990), è un disc jockey e produttore discografico statunitense.
È noto al pubblico per essere diventato il DJ del rapper californiano YG e per aver prodotto una serie di singoli di successo di vari artisti statunitensi, tra cui Chris Brown, Rihanna, Travis Scott, will.i.am, Kendrick Lamar, Fergie, Drake e Trey Songz.

## Biografia
Mustard iniziò ad approcciarsi alla musica all'età di 15 anni, quando uno zio gli fece fare da DJ ad una festa di famiglia. Col passare del tempo, Mustard coltivò la sua passione da DJ suonando in vari locali e producendo nuova musica. Il suo nome d'arte è un riferimento alla mostarda, un tipo di senape francese originaria di Digione.
L'album di debutto di Mustard, intitolato 10 Summers, è uscito il 25 agosto 2014.

## Stile musicale
Lo stile di produzione di Mustard è stato descritto come un uptempo dalle sonorità hip hop melodiche e accattivanti. Questo stile, definito da Mustard "ratchet music", ha iniziato ad avere un particolare successo nella produzione del West Coast rap a partire dai primi anni 2010. Ad inizio 2016 vi è un cambio radicale nella sua musica, passando dalla ratchet music ad uno stile più EDM (cambiamento che può essere notato nel suo singolo 'Whole Lotta Lovin') .
Quasi tutti i brani prodotti da DJ Mustard iniziano con un sample che recita la frase Mustard on the beat, hoe!, usato per la prima volta in I'm Good, singolo del 2011 del rapper YG.

## Discografia parziale

### Album in studio
- 2014 – 10 Summers
- 2016 – Cold Summer
- 2017 – The Ghetto
- 2019 – Perfect Ten
- 2024 – Faith of a Mustard Seed

### Mixtape
- 2013 – Ketchup
- 2014 – 10 Summers: The Mixtape Vol.1

### Singoli
- 2013 – Money (feat. TeeCee4800)
- 2013 – Throw It Up (con Tyga)
- 2013 – This D (con TeeFLii)
- 2014 – Vato (feat. YG, Young Jeezy e Que)
- 2014 – Down on Me (feat. Ty Dolla Sign e 2 Chainz)
- 2015 – Why'd You Call (feat. Ty Dolla Sign e iLoveMakonnen)
- 2015 – In My Room (con Yellow Claw feat. Ty Dolla Sign e Tyga)
- 2016 – Whole Lotta Lovin' (con Travis Scott)
- 2016 – Don't Hurt Me (feat. Nicki Minaj e Jeremih)
- 2017 – Want Her (feat. Quavo e YG)
- 2018 – Anywhere (con Nick Jonas)
- 2018 – Dangerous World (feat. Travis Scott e YG)
- 2019 – Pure Water (con i Migos)
- 2019 – 100 Bands (feat. Quavo, 21 Savage, YG e Meek Mill)
- 2019 – Ballin' (con Roddy Ricch)
- 2024 – Parking Lot (con Travis Scott)
- 2024 – Pray for Me
- 2024 – One Bad Decision (feat. Ella Mai e Roddy Ricch)

### Produzioni
- 2011 – Tyga – Rack City
- 2012 – YG feat. Tyga e Nipsey Hussle – Bitches Aint Shit
- 2012 – Problem feat. Skeme – T.O.
- 2012 – YG feat. 2 Chainz e Nipsey Hussle – #grindmode
- 2012 – Bow Wow – We In da Club
- 2012 – 2 Chainz – I'm Different
- 2012 – Joung Jeezy feat. 2 Chainz – R.I.P.
- 2013 – YG feat. Nipsey Hussle – You Broke
- 2013 – B.o.B feat. 2 Chainz – HeadBand
- 2013 – Ludacris – Helluva Night
- 2013 – YG feat. Young Jeezy e Rich Homie Quan – My Nigga
- 2013 – Ty Dolla Sign feat. B.o.B – Paranoid
- 2013 – Kid Ink feat. Chris Brown – Show Me
- 2013 – T-Pain feat. B.o.B – Up Down (Do This All Day)
- 2013 – Young Dro – Strong
- 2013 – Riff Raff – How to Be the Ma
- 2013 – will.i.am feat. French Montana, Miley Cyrus e Wiz Khalifa – Feelin' Myself
- 2013 – YG feat. DJ Mustard – Left, Right
- 2013 – Trey Songz – Na Na
- 2014 – Tinashe feat. Schoolboy Q – 2 On
- 2014 – Ty Dolla Sign feat. Wiz Khalifa e DJ Mustard – Or Nah
- 2014 – YG feat. Drake – Why Do You Love?
- 2014 – Kid Ink feat. Chris Brown – Main Chick
- 2014 – TeeFlii feat. 2 Chainz – 24 Hours
- 2014 – Jeremih – Don't Tell Em
- 2014 – T.I. feat. Iggy Azalea – No Mediocre
- 2014 – Fergie – L.A. Love (La La)
- 2014 – Omarion feat. Chris Brown e Jhené Aiko – Post to Be
- 2014 – Jordin Sparks – It Ain't You
- 2015 – Kid Ink feat. Dej Loaf – Be Real
- 2015 – Ty Dolla $ign feat. YG, TeeCee 4800 e Joe Moses – Only Right
- 2015 – Krept & Konan feat. Jeremih – Freak of the Week
- 2015 – Gunplay feat. YG – Wuzhanindoe
- 2015 – Jessie J feat. Rixton e Jhené Aiko – Sorry to interrupt
- 2015 – Nelly feat. Jeremih – The Fix
- 2015 – Ty Dolla $ign feat. E-40 – Saved
- 2016 – Rihanna – Needed Me
- 2016 – Britney Spears – Mood Ring
- 2017 – Meek Mill feat. Ty Dolla $ign e Chris Brown – Whatever You Need
- 2018 – Lil Dicky feat. Chris Brown – Freaky Friday
- 2018 – Ella Mai – Boo'd Up
- 2018 – YG feat. 2 Chainz, Big Sean e Nicki Minaj – Big Bank
- 2018 – Ella Mai – Trip
- 2019 – Mustard & Roddy Ricch – Ballin'